# Johannes Bockenrod
Johannes Bockenrod (* ca. 1488; † ca. 1536) war ein deutscher Poet und Theologe. Er war ein nicht sehr bekannter, aber für die spätmittelalterliche Bistumsgeschichtsschreibung bedeutender Humanist.
Sein Geburtsdatum lässt sich wohl nicht mehr feststellen, da bei der Zerstörung seiner Heimatstadt Worms im Jahre 1689 auch der größte Teil des Stadtarchivs zugrunde ging. Auch der Ort seiner Ausbildung ist unbekannt. Sicher belegt jedoch ist ein Aufenthalt in Köln von 1513 bis 1517.
N. Fickermann veröffentlichte Figurengedichte und den bisher einzigen Brief, der Bockenrod zugeschrieben werden kann. Der größte Teil der Werke Bockenrods ist ungedruckt in zwei gleichlautenden Handschriften überliefert. Die eine davon befindet sich in der Bayerischen Staatsbibliothek in München, die andere im Bayerischen Staatsarchiv Würzburg.
Dank zweier „Vorworte“, die sich in den  Handschriften befinden, erfahren wir nicht nur, von welcher Absicht er sich bei der Abfassung seiner Bistumskataloge leiten ließ, sondern zugleich von zeitgenössischen Zuträgern und Geschichtsschreibern, zu denen Wilhelm Werner von Zimmern, sowie die Domdekane Lorenz Truchseß von Pommersfelden und Reinhard von Leiningen zählen.  Helmut Flachenecker verweist auf Johannes Bockenrod, „der Ende der 1530er Jahre als Beisitzer des Reichskammergerichts agierte“ (S. 194). Er nennt aber für diese Feststellung keine Quelle.
Auch auf dem Gebiet der Musik hat Bockenrod einiges geleistet (Köln war zu seiner Zeit ein Zentrum der Musikwissenschaft, so dass man von einer „Kölner Schule“ sprechen kann.)
Als dichterische Form bevorzugte Bockenrod die Ode, wobei der Einfluss Celtis’ unverkennbar ist, auf dessen Anregung hin und unter dessen wissenschaftlicher Wegweisung Kompositionen über die 19 Oden und Epoden des Horaz entstanden.